# Максдорф
Максдорф (њем. Maxdorf) општина је у њемачкој савезној држави Рајна-Палатинат. Једно је од 25 општинских средишта округа Рајна-Палатинат. Према процјени из 2010. у општини је живјело 7.017 становника. Посједује регионалну шифру (AGS) 7338018.

## Географски и демографски подаци
Максдорф се налази у савезној држави Рајна-Палатинат у округу Рајна-Палатинат. Општина се налази на надморској висини од 95 метара. Површина општине износи 7,4 km². У самом мјесту је, према процјени из 2010. године, живјело 7.017 становника. Просјечна густина становништва износи 955 становника/km².

## Међународна сарадња
| Мјесто | Држава    | Врста сарадње | Од    |
| ------ | --------- | ------------- | ----- |
|        | Француска | партнерство   | 1983. |
| Флоран | Белгија   | контакт       | 1986. |
| Извор  |           |               |       |